# Målålandstjärnarna
Målålandstjärnarna är en sjö i Ragunda kommun i Jämtland och ingår i Indalsälvens huvudavrinningsområde. Sjön har en area på 0,0586 kvadratkilometer och ligger 302,9 meter över havet.

## Delavrinningsområde
Målålandstjärnarna ingår i det delavrinningsområde (701830-148656) som SMHI kallar för Inloppet i Hornsjön. Medelhöjden är 353 meter över havet och ytan är 24,61 kvadratkilometer. Det finns inga avrinningsområden uppströms utan avrinningsområdet är högsta punkten. Hornån som avvattnar avrinningsområdet har biflödesordning 3, vilket innebär att vattnet flödar genom totalt 3 vattendrag innan det når havet efter 162 kilometer. Avrinningsområdet består mestadels av skog (79 procent) och sankmarker (14 procent). Avrinningsområdet har 0,12 kvadratkilometer vattenytor vilket ger det en sjöprocent på 0,5 procent.